# Alcock e Brown
Sir John William Alcock (Old Trafford, 5 novembre 1892 – Cote d'Everard, 18 dicembre 1919) e 
Sir Arthur Whitten Brown (Glasgow, 23 luglio 1886 – Swansea, 4 ottobre 1948) sono stati due aviatori e militari britannici, ricordati per aver compiuto il primo volo transatlantico senza scalo nel giugno 1919.

## Traversata e riconoscimento
Utilizzando un Vickers Vimy modificato, un bombardiere bimotore, decollarono il 14 giugno 1919 da Saint John's, città canadese situata nella penisola di Avalon e parte dell'isola di Terranova, atterrando nei pressi di Clifden, piccolo centro nella costa occidentale dell'Irlanda, il 15 giugno, dopo 16 ore di volo.
Come riconoscimento Winston Churchill, allora Segretario di stato per la guerra (Secretary of State for War) e per l'Aria (Secretary of State for Air), consegnò loro il Daily Mail prize, un premio in denaro offerto dal quotidiano Daily Mail, per il primo attraversamento senza scalo dell'oceano Atlantico, compiuto in meno di 72 ore consecutive, ed inoltre furono insigniti del titolo di cavaliere da Re Giorgio V.